# 007: Спектр
«007: Спектр» (англ. Spectre) — двадцать четвёртый фильм из серии фильмов про вымышленного агента 007 британской разведки Джеймса Бонда, героя романов Яна Флеминга. Роль самого Бонда в четвёртый раз исполнил Дэниел Крейг, а роль новой девушки и напарницы Бонда — французская актриса Леа Сейду. Фильм является продолжением предыдущей ленты («Координаты „Скайфолл“»), а также объединяет все фильмы с участием Крейга в единую сюжетную линию. Фильм был отмечен премией «Оскар» за лучшую песню к фильму.
Мировая премьера фильма состоялась 26 октября 2015 года в Лондоне. На премьере присутствовали члены британской королевской семьи Принц Уильям и Кэтрин, герцогиня Кембриджская.

## Сюжет
В Мехико, во время Дня Мёртвых, агент MI6 Джеймс Бонд (Дэниел Крэйг) убивает двух террористов, планирующих взорвать стадион, где полно людей. Здание с террористами взрывается и обрушивается. Главный террорист, Марко Скиарра, пытается скрыться бегством на вертолёте, но Бонду удаётся проникнуть на борт, и после схватки со Скиаррой и пилотом он сбрасывает их с вертолёта и улетает на нём. Предварительно Бонд снял с пальца Скиарры кольцо с символом в виде чёрного осьминога, означающий принадлежность к некой организации.
В Лондоне М (Рэйф Файнс) отчитывает Бонда за то, что тот действовал без официальных санкций, и отстраняет от работы. Бонд знакомится с новым главой Центра Национальной Безопасности, Максом Денби, C (Эндрю Скотт). C — инициатор программы «Девять глаз» — CNS, суть которой — сотрудничество разведок девяти стран (США, Япония, Германия, Франция, Великобритания, ЮАР, Китай, Испания, Австралия). C планирует закрыть программу «00». К Бонду приходит Ив Манипенни (Наоми Харрис) и приносит ему вещи, уцелевшие во взорванном Скайфолле. Бонд показывает ей видеосообщение предыдущей M (Джуди Денч), сделанной незадолго до её смерти, где она поручает Бонду убить Скиарру и посетить его похороны. В переданных вещах Бонд находит свидетельство об опекунстве и обгорелую фотографию с ним, его приёмным отцом и сводным братом, голова которого на фотографии сгорела. Q (Бен Уишоу), который по приказу M ввёл Бонду в вену микрочипы для слежения, также соглашается помочь, отключив программу «Смарт-кровь» на два дня.
Бонд забирает из арсенала автомобиль Aston Martin DB10, изначально сделанный для него, но переданный агенту 009, и отправляется в Рим на похороны Скиарры. Там он встречает вдову Марко, Люсию Скиарру (Моника Беллуччи). Бонд предотвращает покушение на неё, а она сообщает ему, что организация, в которой состоял её муж, собирается провести встречу по поводу замены Скиарры. Джеймс отправляется на встречу, и его пропускают по кольцу с символом организации, отнятым у Скиарры. На встрече принимается решение об убийстве некоего Бледного Короля, которого также упоминал Скиарра в разговоре с приспешниками в Мехико. Главарь организации, в котором Бонд узнал Франца Оберхаузера (Кристоф Вальц), тоже узнаёт Джеймса в толпе, но Бонд сбегает на своём автомобиле. За ним в погоню бросается приспешник Оберхаузера мистер Хинкс (Дэйв Батиста). Во время погони Манипенни по телефону сообщает Бонду, что Бледный Король — это мистер Уайт (Йеспер Кристенсен), член Кванта, с которым Бонд сражался несколько лет назад. Бонду удаётся поджечь машину Хинкса, а сам он катапультируется из машины, утопив её в Тибре. Тем временем на конференции в Токио программа C была отвергнута из-за отказа ЮАР.
Бонд отправляется в Альтаусзе, где находит постаревшего мистера Уайта, умирающего от отравления таллием, который он нашёл в своём телефоне. Уайт посылает Бонда к своей дочери, Мадлен Суонн (Леа Сейду), работающей психологом в клинике Хоффлера в Альпах. Сам Уайт совершает самоубийство. Бонд находит дочь Уайта, которая отказывается идти с ним. Когда её похищают люди Оберхаузера во главе с Хинксом, Бонд на самолёте пытается остановить их, в результате почти все похитители погибают. Хинкс в результате столкновения вываливается из машины, но выживает. Джеймс и Мадлен отправляются к Q, который прибыл в Альпы. Мадлен раскрывает название организации — «Спектр». Q выясняет, что все отрицательные персонажи предыдущих фильмов (Лё Шиффр, Доминик Грин, Мистер Уайт, Рауль Сильва, а также Скиарра и наёмник Патрис из предыдущего фильма) состояли в этой организации. Более того, в ЮАР, представители которой отказывались принять программу C, происходит взрыв, и они соглашаются на программу. C решает закрыть программу «00». Как выяснилось, программа «Девять глаз» предусматривает тотальную слежку, в том числе за агентами MI6. M категорически против программы.
Q возвращается в Лондон, а Джеймс и Мадлен отправляются в отель «Американец» в Танжере, куда Бонда ранее направил мистер Уайт. Там они находят тайную комнату, где хранятся фотографии, видеоплёнки Уайта, записи разговоров с убитой любовью Бонда — Веспер Линд (Ева Грин), а также карта с координатами базы «Спектр» в пустыне. Они на поезде отправляются туда, но во время поездки их атакует Хинкс. В ходе продолжительной драки Бонду удаётся скинуть его с поезда. На станции, расположенной неподалеку от базы, их встречает водитель Оберхаузера и отвозит на место. На базе Бонда и Суонн встречает сам Оберхаузер, который в ходе долгой беседы раскрывает, что именно он стоял за всеми бедами Бонда, вспоминая при этом Веспер Линд, с которой, по словам Оберхаузера, у Бонда всё было всерьёз (предполагает любовь), а также, что C — это член «Спектра», и программа «Девять глаз» направлена на передачу всех разведданных «Спектру». Выясняется, что Оберхаузер — это сводный брат Бонда. Именно он 20 лет назад убил Ханнеса Оберхаузера (своего отца и приёмного отца Джеймса), ранее считавшегося погибшим под лавиной вместе с Францем. Именно Ханнес приютил Бонда после смерти его родителей. Имя «Франц Оберхаузер» пропало из базы данных, поскольку после «смерти» он взял себе новое имя по линии матери — Эрнст Ставро Блофельд. Блофельд пытается стереть Бонду память и затем убить его, но Мадлен кидает под него взрывные часы, сделанные Q. Во время побега Бонд стреляет в газовый баллон, что приводит к пожару и взрыву базы. Джеймс и Мадлен улетают на вертолёте.
В Лондоне Бонд раскрывает М истинную причину программы Макса Денби и его принадлежность к «Спектру». Вместе с Манипенни, Таннером и Q они едут в здание Центра Национальной Безопасности для его ареста. Мадлен решает порвать с Бондом, поскольку не может «снова» жить в страхе. Бонд без эмоций кивает и уходит. По пути на них нападают люди из «Спектра», которые берут в плен Бонда. М и остальные сбегают и отправляются к Денби. Бонда доставляют к бывшему зданию MI6, взорванному Сильвой, но он приходит в себя и убивает похитителей. Зайдя в здание Секретной разведывательной службы, Бонд видит на мемориальной стене, где перечислены погибшие в здании во время взрыва, своё имя и стрелку, указывающую, куда идти. На нижних ярусах он находит комнаты, на стенах которых висят фотографии тех, за кого и против кого он сражался (Веспер Линд, Ле Шиффр, Рауль Сильва, Мистер Уайт и умершая М) и самого Блофельда за бронированным стеклом. Оказывается, тот выжил после взрыва базы, но получил шрам на лице и ослеп на правый глаз. Он сообщает, что в здании находится Мадлен, и включает бомбу с отсчётом в три минуты. Тем временем Q взламывает и отключает программу «Девять глаз», а М пытается арестовать C, но тот вступает в драку, случайно падает вниз с большой высоты и разбивается насмерть. Бонд находит Мадлен на верхнем этаже за дверью, они добираются до лодок в подвале и в последний момент до окончательного уничтожения здания выбираются из него. Блофельд пытается скрыться на вертолёте, но Бонду из пистолета удаётся подбить его, и вертолёт падает на Вестминстерский мост. Раненый Блофельд выбирается из горящего вертолёта, и тут его настигает Бонд. Джеймс решает не убивать Эрнста, и его арестовывает М.
Бонд решает подать в отставку, но перед тем как уйти, забирает у Q свой автомобиль Aston Martin DB5 с легендарным номером BMT216A, восстановленный после взрыва в фильме Координаты Скайфолл, и уезжает в неизвестном направлении. Рядом с ним сидит Мадлен.

## В ролях
- Дэниел Крэйг — Джеймс Бонд

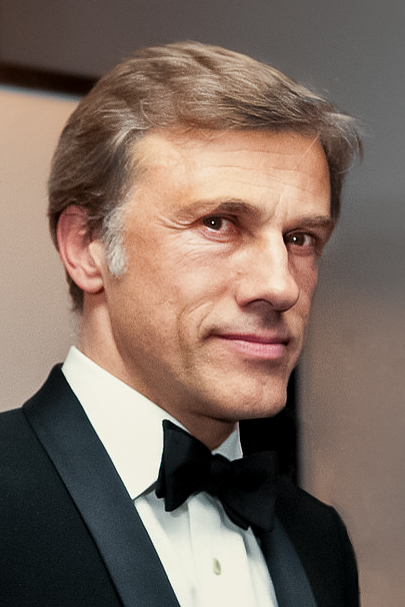
Актёр Кристоф Вальц, сыгравший Эрнста Блофельда

- Кристоф Вальц — Франц Оберхаузер / Эрнст Ставро Блофельд
- Леа Сейду — Мадлен Суонн
- Рэйф Файнс — Гарет Мэллори (М)
- Бен Уишоу — Q
- Эндрю Скотт — глава Центра национальной безопасности Макс Денби (S)
- Наоми Харрис — мисс Манипенни
- Дэйв Батиста — Хинкс, мистер
- Моника Беллуччи — Люсия Скиарра
- Рори Киннир — Билл Таннер
- Йеспер Кринстенсен — Уайт, мистер
- Стефани Сигман — Эстрелла
- Алессандро Кремона[англ.] — Марко Скиарра
- Джуди Денч — видеосообщение, в титрах не указана (М)
- Майкл Дж. Уилсон[англ.] — "С", человек дающий бумаги на подпись (в титрах не указан)
- Денис Хорошко — босс во дворце

## Съёмки
Съёмки фильма начались 8 декабря 2014 года и продлились около семи месяцев. Съёмочная группа работала в Риме, Лондоне, Марокко, Австрии и Мехико.
В качестве автомобиля Джеймса Бонда вновь выступила машина марки Aston Martin, что ознаменовало пятидесятилетний юбилей использования этой марки во франшизе о британском суперагенте, — впервые Джеймс Бонд в исполнении Шона Коннери появился за рулём Aston Martin DB5 в фильме «Голдфингер». На этот раз для фильма была специально разработана особая модель Aston Martin DB10.
Бонд пил польскую водку «Belvedere», которая была выпущена специально для фильма. Специально для фильма выпущено сто уникальных бутылок объёмом 1,75 литра, на которых вместо Варшавского дворца Бельведер изображена штаб-квартира MI6.

## Прокат
В Бельгии, Индонезии и Люксембурге фильм вышел в прокат 4 ноября 2015 года, в Казахстане, Испании и США — 6 ноября 2015 года, в Австралии, Греции и Уругвае — 12 ноября 2015 года.

## Награды и номинации
В мировом прокате фильм был благоприятно принят.
| Награды и номинации                         | Награды и номинации                                  | Награды и номинации                                                           | Награды и номинации | Награды и номинации |
| Награда                                     | Категория                                            | Номинант                                                                      | Результат           |                     |
| ------------------------------------------- | ---------------------------------------------------- | ----------------------------------------------------------------------------- | ------------------- | ------------------- |
| «Выбор критиков»                            | Лучший актёр боевика                                 | Дэниел Крейг                                                                  | Номинация           |                     |
| «Спутник»                                   | Лучшая оригинальная музыка к фильму                  | Томас Ньюман                                                                  | Номинация           |                     |
| «Спутник»                                   | Лучший звук                                          | Пер Халлберг, Грег Радлофф, Скотт Миллан, Стюарт Уилсон, Карен Бейкер Ландерс | Номинация           |                     |
| «Спутник»                                   | Лучшая операторская работа                           | Хойте Ван Хойтема                                                             | Номинация           |                     |
| «Спутник»                                   | Лучшие визуальные эффекты                            | Крис Корбулд, Стивен Бегг                                                     | Номинация           |                     |
| «Спутник»                                   | Лучший монтаж                                        | Ли Смит                                                                       | Номинация           |                     |
| «Спутник»                                   | Лучшая работа художника-постановщика                 | Деннис Гасснер                                                                | Номинация           |                     |
| Премия Гильдии художников-постановщиков США | Лучший художник-постановщик в фильме о современности | Деннис Гасснер                                                                | Номинация           |                     |
| Премия Японской киноакадемии                | Лучший фильм на иностранном языке                    |                                                                               | Номинация           |                     |
| NME Awards                                  | Лучший фильм                                         |                                                                               | Номинация           |                     |
| Teen Choice Awards                          | Лучший боевик                                        |                                                                               | Номинация           |                     |
| Teen Choice Awards                          | Лучшая актриса боевика                               | Леа Сейду                                                                     | Номинация           |                     |
| «Империя»                                   | Лучший триллер                                       |                                                                               | Победа              |                     |
| «Империя»                                   | Лучший британский фильм                              |                                                                               | Победа              |                     |
| «Оскар»                                     | Лучшая оригинальная песня                            | Сэм Смит, Джеймс Нейпир                                                       | Победа              |                     |
| «Золотой глобус»                            | Лучшая оригинальная песня                            | Сэм Смит, Джеймс Нейпир                                                       | Победа              |                     |
| «Сатурн»                                    | Лучший боевик или приключенческий фильм              |                                                                               | Номинация           |                     |
| Премия Европейской киноакадемии             | Приз зрительских симпатий                            | Сэм Мендес                                                                    | Номинация           |                     |

## Музыка
Главным саундтреком к фильму стал сингл британского певца Сэма Смита «Writing’s on the Wall», вышедший 25 сентября 2015 года. Ещё до выхода фильма песня заняла неплохие места в европейских чартах, а в британском ТОП-100 «UK Singles Chart» — поднялась на первую строчку.
29 февраля 2016 года сингл выиграл премию «Оскар» в номинации «Лучшая песня к фильму».